# Brompton Road (metrostation)
Brompton Road is een spookstation aan de Piccadilly Line van de Londense metro tussen de stations South Kensington en Knightsbridge. 

## Geschiedenis
Op 15 december 1906 werd Brompton Road geopend door de Great Northern, Piccadilly and Brompton Railway (BNP&BR). Het station bevindt zich op 20 meter onder Brompton Road, tussen Cottage Place en Yeoman's Row, terwijl het stationsgebouw zich bevindt op Cottage Place. Hoewel het gunstig ligt voor bezoekers van het Victoria and Albert Museum en het Brompton Oratorium, was er weinig belangstelling voor het station. Vanaf oktober 1909 werd het station door sommige metro's overgeslagen. Op 4 mei 1926 werd het station gesloten als gevolg van een algemene staking. Het station werd pas weer geopend op 4 oktober van dat jaar. De dienstregeling werd alleen hervat op werkdagen en vanaf 2 januari 1927 was het station ook op zondag geopend. Het aantal reizigers bleef laag, waardoor twee liften werden verwijderd en het loket werd gesloten. 

De verbouwing van Knightsbridge leidde tot de sluiting van het station. In Knightsbridge werden zowel aan de noord- als zuidkop van de perrons roltrappen geplaatst en de nieuwe zuidelijke ingang verkleinde het verzorgingsgebied van Brompton Road nog verder. Op 30 juli 1934 werd de zuidelijke ingang naast warenhuis Harrods geopend en werd Brompton Road gesloten. Vlak voor de Tweede Wereldoorlog werd het stationsgebouw samen met de liftschachten en ondergrondse reizigerstunnels boven perronniveau verkocht aan het Ministerie van Defensie voor £ 22.000. De 26e (Londense) Luchtafweerbrigade van de 1e Luchtafweer Divisie werd hier gehuisvest. Tijdens de oorlog diende het als commandocentrale voor de luchtafweer van de Royal Artillery voor het centrum van Londen. Deze commandocentrale werd tot in de jaren 50 gebruikt totdat het werd omgebouwd tot het stadshoofdkwartier (THQ) van de University of London Air Squadron, de University of London Royal Naval Unit en 46F (Kensington) Squadron Air Training Corps. 

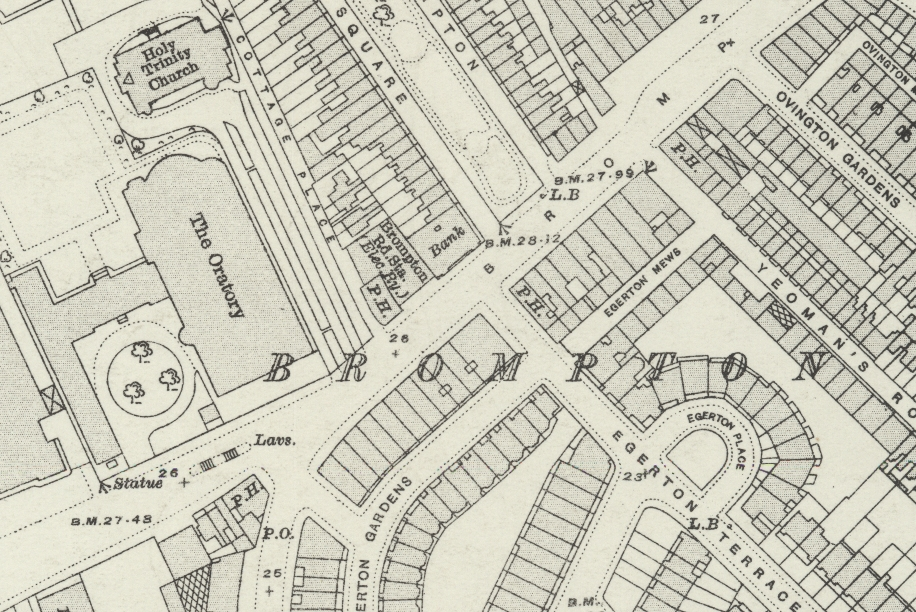
Het station op de topografische kaart van 1915
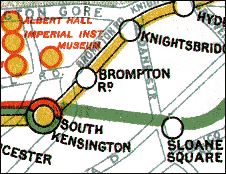
Het station op de metrokaart van 1912
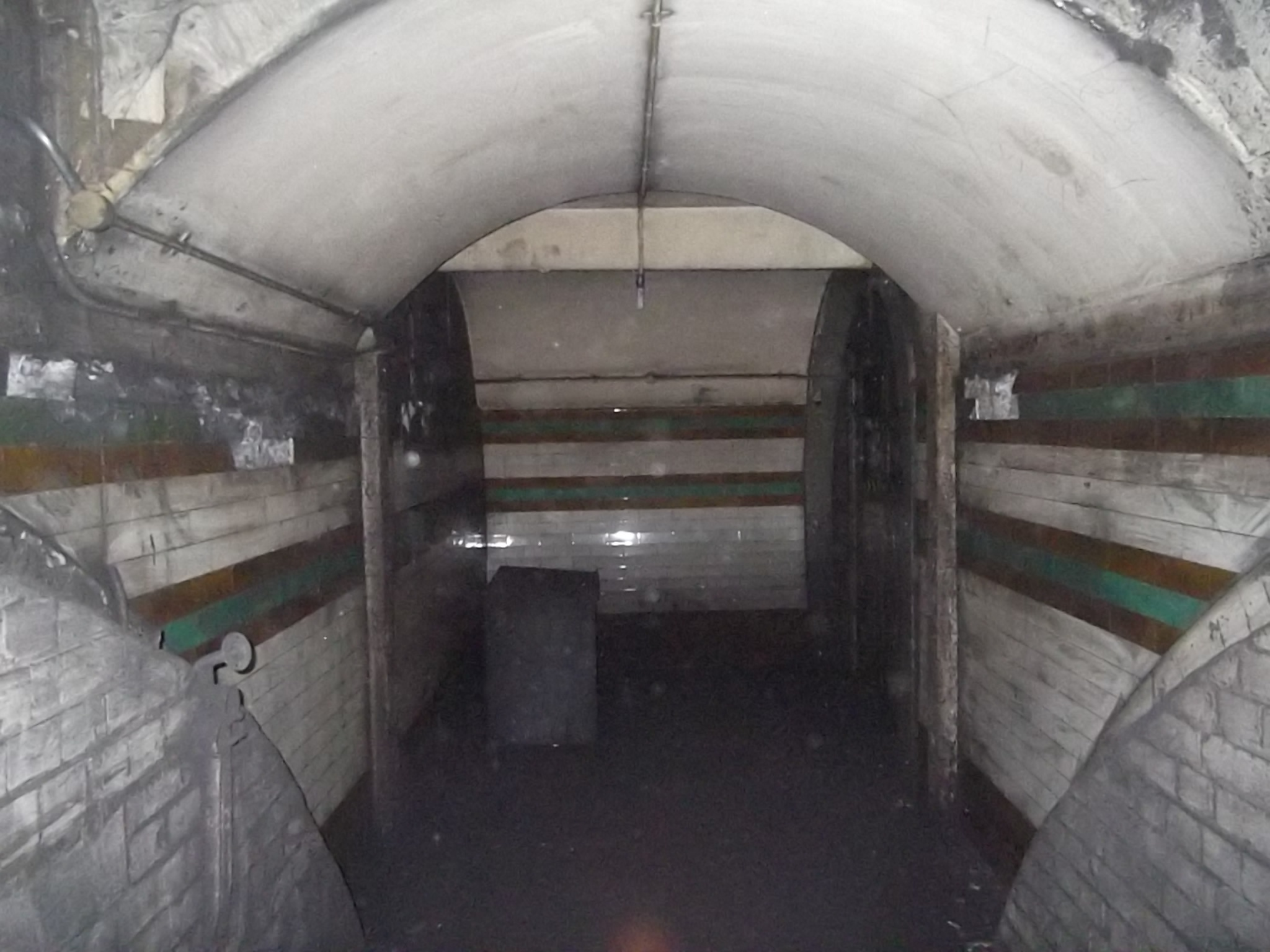
De tunnel tussen de liften en de trappen naar de perrons

## Stationsgebouw
Net als de andere stations van de BNP&BR werd ook Brompton Road gebouwd naar het standaardontwerp van Leslie Green met een bloedrode geglazuurde gevel met bogen met ramen op de eerste verdieping. In dit geval was het een L-vormig gebouw dat om een café op de hoek van Brompton Road en Cottage Place heen gebouwd werd. De toegang voor reizigers lag aan Brompton Road terwijl het personeel via Cottage Place naar binnen moest. De reizigerstoegang is in 1972 gesloopt maar de personeelsingang werd ingebouwd in een groter gebouw. De stationshal was met liften verbonden met reizigerstunnels tussen de liften en de vaste trappen naar de perrons. Naast de liften was ook een wenteltrap als nooduitgang. De perrons zelf zijn weggehaald maar het gangenstelsel met het tegelwerk van Leslie Green bleef bestaan. Het ministerie van Defensie gebruikte de liftkokers om in de bunker drie werkruimtes boven elkaar te plaatsen die vanaf de wenteltrap toegankelijk waren.

## Hergebruik
In 2011 stelde The Old London Underground Company voor om de delen van het station die tijdens de Tweede Wereldoorlog werden gebruikt open te stellen voor bezoekers en de andere ondergrondse ruimtes te gebruiken voor het London Fire Brigade Museum. Het resterende bovengrondse deel zou dan dienst kunnen doen als restaurant.
In juli 2013 zette het ministerie van Defensie het geheel te koop voor een vraagprijs van £ 20 miljoen. De vastgoedbeheerder van het ministerie van Defensie zei dat gespecialiseerde ontwikkelaars het terrein van 2600 m2 zouden kunnen aanpassen, maar voegde daar aan toe dat er "veel werk nodig was". In mei 2014 werd het verkocht voor £ 53 miljoen aan de Oekraïense miljardair Dmytro Firtash die beweerde dat hij het tot woningen wilde ombouwen. In oktober 2017 was er echter nog niets te zien van enig gebruik. 

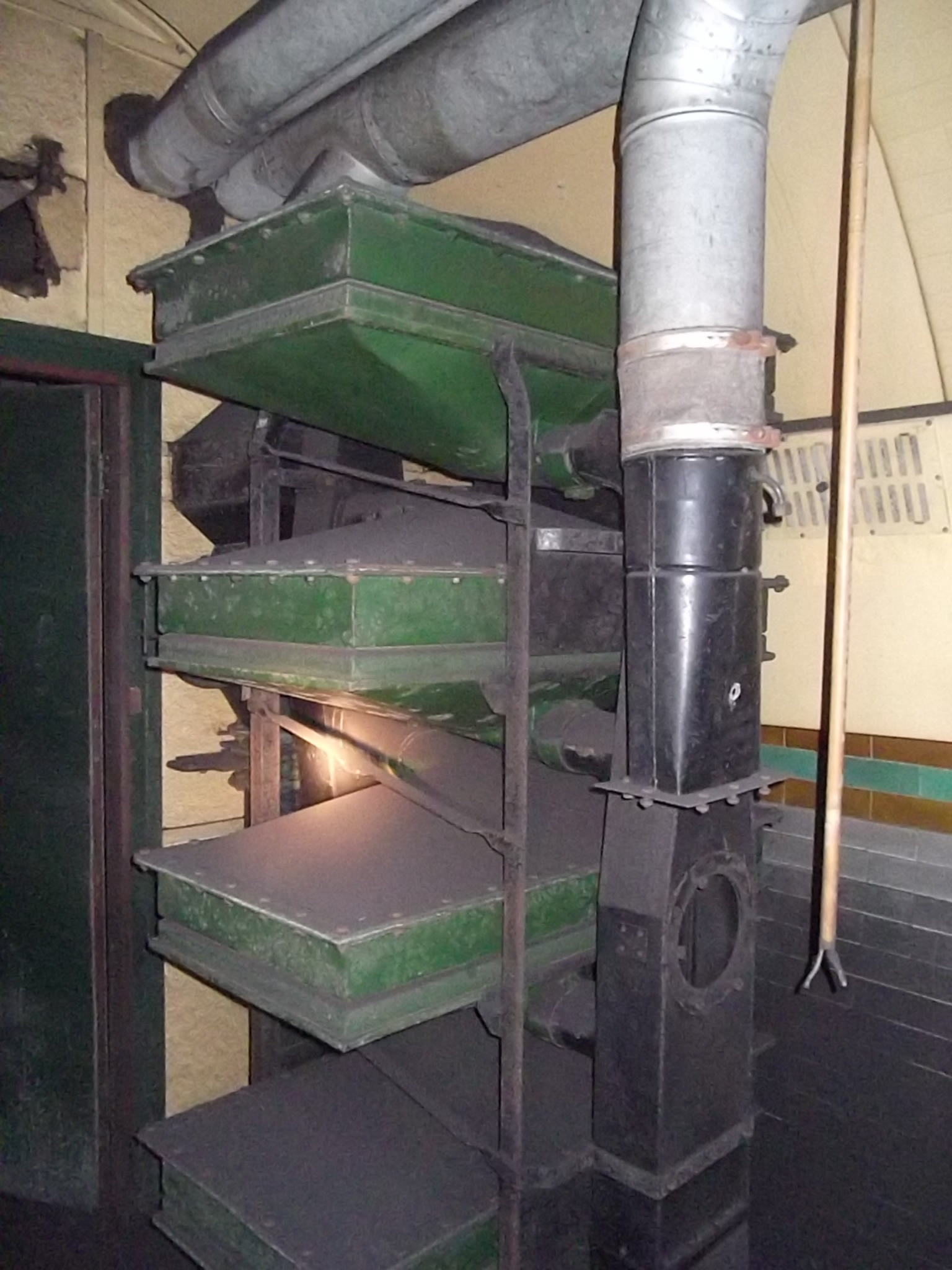
Luchtwassers tegen gifgas
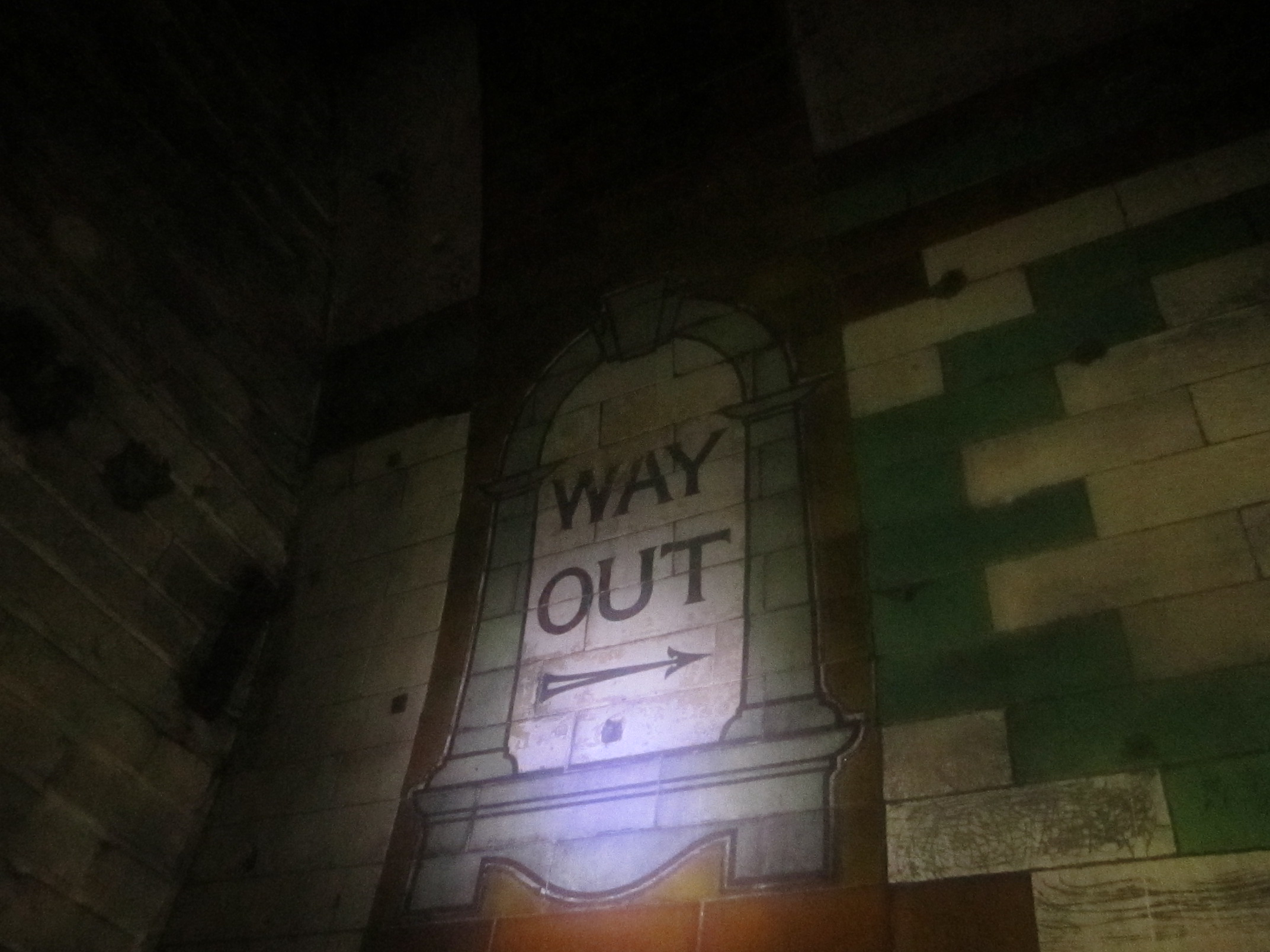
Wegwijzer bij het voormalige perron
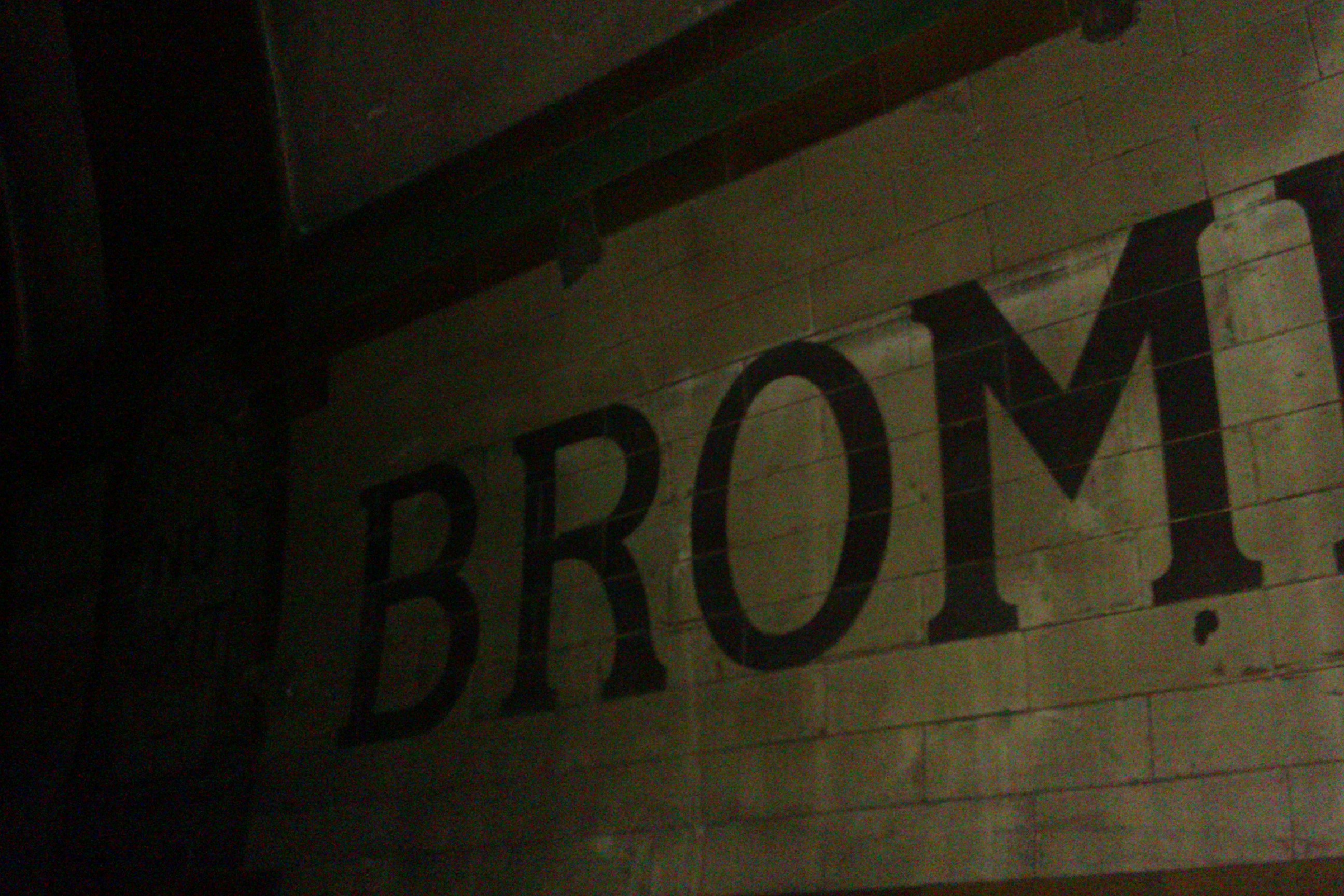
De stationsnaam op het tegelwerk

## Cultuur
- Een komisch toneelstuk Passing Brompton Road uit 1928 van Jevan Brandon-Thomas ging over een vrouw die in de buurt van Brompton Road woonde en zag dat het leven aan haar voorbijging net zoals de niet-stoppende metro's. De Londense opvoering, met in de hoofdrol Marie Tempest, had 174 voorstellingen. De verfilming uit 1931 kreeg de titel Her Reputation.
- In 2008 gebruikte een ander toneelstuk het station. Het stuk Sailing By van Anthony Chew speelt op het allang gesloten perron waar twee mensen zitten en praten terwijl de Dood hen besluipt.